# Doliolida
Doliolida (beczułkowce) — rząd osłonic z gromady sprzągli, występujący głównie w pelagialu otwartych wód strefy tropikalnej. Jako jedyne wśród osłonic cechują się silnie zaznaczonym polimorfizmem w stadiach kolonijnych.

## Budowa
Doliolidy mają beczułkowate, przezroczyste ciało, od przodu zakończone syfonem wlotowym, a od tyłu wylotowym. Przednią połowę ciała zajmuje przestronna gardziel, za nią znajduje się atrium, do którego woda uchodzi przez nieliczne szpary skrzelowe. Wzdłuż całego ciała beczułkowców znajduje się osiem lub dziewięć (w zależności od fazy cyklu życiowego) pierścieni okrężnych mięśni, których skurcz powoduje przepływ wody przez ciało zwierzęcia. Powstaje w ten sposób odrzut, który pcha osobnika do przodu. Natomiast przepływ wody przez sam aparat filtracyjny zachodzi przy udziale rzęsek, dzięki czemu doliolidy mogą odżywiać się, nie poruszając się w wodzie (w przeciwieństwie do blisko z nimi spokrewnionych salp).

## Cykl życiowy

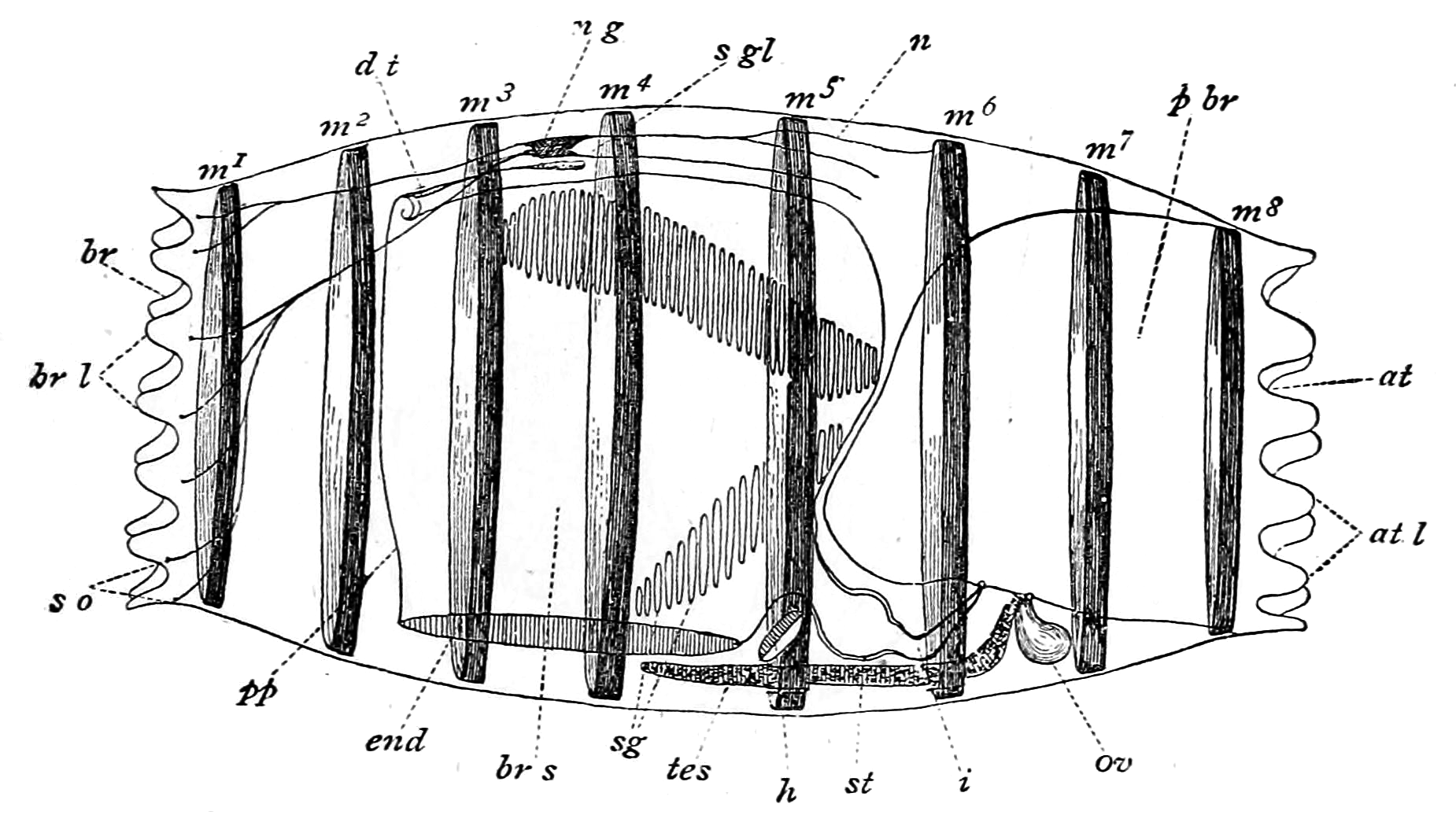
Gonozooid Doliolum denticulatum

Doliolidy mają najbardziej skomplikowany cykl życiowy spośród wszystkich osłonic. Osobnicze gonozooidy, posiadające oba rodzaje gonad i osiem pierścieni mięśniowych, rozmnażają się płciowo. Z zapłodnionych jaj powstają typowe dla osłonic kijankopodobne larwy, które tracą ogon i przechodzą metamorfozę, stając się oozooidami. Oozooidy nie posiadają gonad, mają natomiast dziewięć pierścieni mięśniowych oraz dwa wyrostki – położony wentralnie niewielki stolon i położony dorsalnie wydatny cadophor. Oozooidy są stadium rozmnażającym się bezpłciowo. Na stolonie zaczynają pączkować niewielkie, kilkukomórkowe zalążki kolonijnych zooidów. Pączki te, choć niezdolne do samodzielnego ruchu, są przenoszone przez wyspecjalizowane zespoły ameboidalnych komórek, zwane phorocytami, w kierunku, a następnie wzdłuż cadophoru. Droga, po której przesuwają się niedojrzałe pączki, jest ściśle wyznaczona i przebiega spiralnie po lewej stronie oozooidu. Na cadophorze pączkujące zooidy rozmieszczane są w trzech rzędach. Lateralnie położone pączki rozwijają się w gastrozooidy – odpowiedzialne za odżywianie kolonii, filtrujące zooidy – natomiast pączki położone dorsalnie rozwijają się w przypominające oozooid phorozooidy – odpowiedzialne za późniejsze odżywianie i dyspersję gonozooidów. Gdy gastrozooidy dojrzeją, przejmują od oozooidu całość funkcji odżywczych, filtrują wodę, a pozyskane substancje pokarmowe uwalniają do uwspólnionego układu krążenia. Oozooid traci tymczasem większość narządów wewnętrznych, pozostając jedynie odpowiedzialny za napędzanie całej kolonii – jego pasy mięśniowe cały czas przepompowują wodę przez jego ciało. W tym czasie zaczynają dojrzewać phorozooidy, do których stolonów doczepiane są zalążki przyszłych gonozooidów. Gdy phorozooid dojrzeje, odrywa się wraz z towarzyszącym mu gonozooidem od kolonii i przez następny okres odżywia przyszłego osobnika płciowego, dopóki ten nie dojrzeje. Gdy to nastąpi, gonozooid odrywa się od phorozooidu, który zamiera. Gdy wszystkie phorozooidy opuszczą kolonię, ta obumiera.